# Arga de São João
São João de Arga é uma localidade portuguesa do Município de Caminha que foi sede da extinta Freguesia de São João de Arga ou de Arga São João, freguesia que tinha 11,51 km² de área e 61 habitantes (2011), e, por isso, uma densidade populacional de 5,3 hab/km².
A Freguesia de São João de Arga foi extinta em 2013, no âmbito de uma reforma administrativa nacional, tendo sido agregada às freguesias de Arga de Baixo e Arga de Cima, para formar uma nova freguesia denominada União das Freguesias de Arga (Baixo, Cima e São João) com a sede em Arga de Baixo.
Em São João de Arga viveu Camilo Castelo Branco, em 1857, altura em que escreve os romances "Carlota Ângela" e "Cenas da Foz", assim como assume o lugar de redactor principal no jornal A Aurora do Lima e quando surge Ana Plácido.

## População
| População da freguesia de Arga de São João | População da freguesia de Arga de São João | População da freguesia de Arga de São João | População da freguesia de Arga de São João | População da freguesia de Arga de São João | População da freguesia de Arga de São João | População da freguesia de Arga de São João | População da freguesia de Arga de São João | População da freguesia de Arga de São João | População da freguesia de Arga de São João | População da freguesia de Arga de São João | População da freguesia de Arga de São João | População da freguesia de Arga de São João | População da freguesia de Arga de São João | População da freguesia de Arga de São João |
| ------------------------------------------ | ------------------------------------------ | ------------------------------------------ | ------------------------------------------ | ------------------------------------------ | ------------------------------------------ | ------------------------------------------ | ------------------------------------------ | ------------------------------------------ | ------------------------------------------ | ------------------------------------------ | ------------------------------------------ | ------------------------------------------ | ------------------------------------------ | ------------------------------------------ |
| 1864                                       | 1878                                       | 1890                                       | 1900                                       | 1911                                       | 1920                                       | 1930                                       | 1940                                       | 1950                                       | 1960                                       | 1970                                       | 1981                                       | 1991                                       | 2001                                       | 2011                                       |
| 149                                        | 149                                        | 125                                        | 134                                        | 138                                        | 124                                        | 128                                        | 139                                        | 155                                        | 139                                        | 122                                        | 105                                        | 78                                         | 72                                         | 61                                         |

| Distribuição da População por Grupos Etários | Distribuição da População por Grupos Etários | Distribuição da População por Grupos Etários | Distribuição da População por Grupos Etários | Distribuição da População por Grupos Etários | Distribuição da População por Grupos Etários | Distribuição da População por Grupos Etários | Distribuição da População por Grupos Etários | Distribuição da População por Grupos Etários | Distribuição da População por Grupos Etários |
| -------------------------------------------- | -------------------------------------------- | -------------------------------------------- | -------------------------------------------- | -------------------------------------------- | -------------------------------------------- | -------------------------------------------- | -------------------------------------------- | -------------------------------------------- | -------------------------------------------- |
| Ano                                          | 0-14 Anos                                    | 15-24 Anos                                   | 25-64 Anos                                   | > 65 Anos                                    |                                              | 0-14 Anos                                    | 15-24 Anos                                   | 25-64 Anos                                   | > 65 Anos                                    |
| 2001                                         | 4                                            | 7                                            | 30                                           | 31                                           |                                              | 5,6%                                         | 9,7%                                         | 41,7%                                        | 43,1%                                        |
| 2011                                         | 5                                            | 4                                            | 23                                           | 29                                           |                                              | 8,2%                                         | 6,6%                                         | 37,7%                                        | 47,5%                                        |